# (34185) 2000 QP47
2000 QP47 (asteroide 34185) é um asteroide da cintura principal. Possui uma excentricidade de 0.09571320 e uma inclinação de 10.97082º.
Este asteroide foi descoberto no dia 24 de agosto de 2000 por LINEAR em Socorro.